# Darija Jurak Schreiber
Darija Jurak Schreiber (ur. 5 kwietnia 1984 w Zagrzebiu) – chorwacka tenisistka.

## Kariera tenisowa
Jest tenisistką praworęczną z oburęcznym backhandem. Swój debiut w turnieju wielkoszlemowym odnotowała w 2004 roku w Australian Open, gdzie znalazła się w drabince deblowej. Po sześciu latach ponownie wróciła do turniejowej drabinki w Wielkim Szlemie we French Open, gdzie w parze z Petrą Martić dotarła do drugiej rundy, przegrywając z parą rozstawioną z numerem 2., Nurią Llagosterą Vives i Maríą José Martínez Sánchez, 2:6, 3:6. Chorwatka na swoim koncie ma również osiem zwycięstw singlowych i trzydzieści dziewięć zwycięstw deblowych w zawodach rangi ITF.
Pierwszy zwycięski finał zawodów deblowych cyklu WTA Tour osiągnęła w 2014 roku w Monterrey, gdzie razem z Megan Moulton-Levy pokonały Tímeę Babos i Wolhę Hawarcową 7:6(5), 3:6, 11–9. Łącznie wygrała 9 turniejów w grze podwójnej (dwa w parze z Anastasiją Rodionową i Andreją Klepač oraz po jednym w parze z Megan Moulton-Levy, Chuang Chia-jung, Han Xinyun, Maríą José Martínez Sánchez i Alexą Guarachi). Oprócz tego wystąpiła trzynastokrotnie w finałach gry podwójnej.

## Historia występów wielkoszlemowych
Legenda
     W, wygrany turniej
     F, przegrana w finale
     SF, przegrana w półfinale
     QF, przegrana w ćwierćfinale
     xR, przegrana w x rundzie
     Qx, przegrana w x rundzie kwalifikacji
     A, brak startu
     NH, turniej nie odbył się

### Występy w grze pojedynczej
| Australian Open        | A   | A   | A   | Q2  | A   | A   | A   | A   | A   | A   | A   | A   | A | A | A | A | A    | A | A    | A    | A | 0 / 0 | 0 – 0 |  |  |  |
| French Open            | A   | A   | A   | Q2  | A   | A   | A   | A   | A   | A   | A   | A   | A | A | A | A | A    | A | A    | A    | A | 0 / 0 | 0 – 0 |  |  |  |
| Wimbledon              | A   | A   | A   | Q1  | A   | A   | A   | A   | A   | A   | A   | A   | A | A | A | A | A    | A | A    | NH   | A | 0 / 0 | 0 – 0 |  |  |  |
| US Open                | A   | A   | A   | A   | A   | A   | A   | A   | A   | A   | A   | A   | A | A | A | A | A    | A | A    | A    | A | 0 / 0 | 0 – 0 |  |  |  |
|                        |     |     |     |     |     |     |     |     |     |     |     |     |   |   |   |   |      |   |      |      |   |       |       |  |  |  |
| Ranking na koniec roku | 654 | 403 | 203 | 324 | 296 | 376 | 497 | 321 | 342 | 387 | 744 | 890 | – | – | – | – | 1151 | – | 1154 | 1235 | – | 0 / 0 | 0 – 0 |  |  |  |

### Występy w grze podwójnej
| Australian Open        | A   | A   | A   | 1R  | A   | A   | A   | A   | A   | A  | A  | 1R | 2R | 1R | 1R | 1R | 1R | 1R | 2R | 3R | SF | 1R  | 0 / 12 | 8 – 12  |  |  |  |
| French Open            | A   | A   | A   | 1R  | A   | A   | A   | A   | A   | 2R | 1R | 1R | 2R | 1R | 1R | 2R | 2R | 2R | 1R | A  | QF | A   | 0 / 12 | 8 – 12  |  |  |  |
| Wimbledon              | A   | A   | A   | 1R  | A   | A   | A   | A   | A   | Q1 | Q1 | 2R | 3R | 1R | 2R | 2R | 1R | 1R | 1R | NH | 1R | A   | 0 / 10 | 5 – 10  |  |  |  |
| US Open                | A   | A   | A   | A   | A   | A   | A   | A   | A   | 1R | A  | 2R | 1R | 2R | 1R | 2R | 1R | 1R | 1R | 1R | 3R | A   | 0 / 11 | 5 – 11  |  |  |  |
|                        |     |     |     |     |     |     |     |     |     |    |    |    |    |    |    |    |    |    |    |    |    |     |        |         |  |  |  |
| Ranking na koniec roku | 977 | 438 | 135 | 156 | 138 | 161 | 305 | 219 | 114 | 81 | 87 | 48 | 46 | 54 | 51 | 33 | 52 | 49 | 42 | 48 | 9  | 230 | 0 / 45 | 26 – 45 |  |  |  |

### Występy w grze mieszanej
| Australian Open | A | A | A | A | A | A | A | A | A | A | A | A | A  | A  | 1R | A  | 2R | A | A  | 1R | A  | 1R | 0 / 4  | 1 – 4  |  |  |  |
| French Open     | A | A | A | A | A | A | A | A | A | A | A | A | A  | A  | A  | A  | 1R | A | 2R | NH | QF | A  | 0 / 3  | 2 – 3  |  |  |  |
| Wimbledon       | A | A | A | A | A | A | A | A | A | A | A | A | 2R | 1R | A  | 1R | 1R | A | 1R | NH | 3R | A  | 0 / 6  | 2 – 6  |  |  |  |
| US Open         | A | A | A | A | A | A | A | A | A | A | A | A | A  | A  | A  | 1R | A  | A | 1R | NH | 1R | A  | 0 / 3  | 0 – 3  |  |  |  |
|                 |   |   |   |   |   |   |   |   |   |   |   |   |    |    |    |    |    |   |    |    |    |    |        |        |  |  |  |
|                 |   |   |   |   |   |   |   |   |   |   |   |   |    |    |    |    |    |   |    |    |    |    | 0 / 16 | 5 – 16 |  |  |  |

## Finały turniejów WTA
| Legenda                     | Legenda |
| --------------------------- | ------- |
| Wielki Szlem                |         |
| Igrzyska olimpijskie        |         |
| WTA Tour Championships      |         |
| 2009 – 2020                 |         |
| WTA Premier Mandatory       |         |
| WTA Premier 5               |         |
| WTA Premier                 |         |
| WTA International Series    |         |
| WTA 125K series (2012–2020) |         |
| od 2021                     |         |
| WTA 1000 (obowiązkowe)      |         |
| WTA 1000 (nieobowiązkowe)   |         |
| WTA 500                     |         |
| WTA 250                     |         |
| WTA 125                     |         |

### Gra podwójna 22 (9–13)
| Końcowy wynik | Nr  | Data                 | Turniej                  | Nawierzchnia    | Partnerka                   | Przeciwniczki                              | Wynik finału      |
| ------------- | --- | -------------------- | ------------------------ | --------------- | --------------------------- | ------------------------------------------ | ----------------- |
| Finalistka    | 1.  | 14 lipca 2012        | Palermo                  | Ceglana         | Katalin Marosi              | Renata Voráčová Barbora Záhlavová-Strýcová | 6:7(5), 4:6       |
| Finalistka    | 2.  | 4 maja 2013          | Oeiras                   | Ceglana         | Katalin Marosi              | Chan Hao-ching Kristina Mladenovic         | 6:7(3), 2:6       |
| Finalistka    | 3.  | 28 lipca 2013        | Stanford                 | Twarda          | Julia Görges                | Raquel Kops-Jones Abigail Spears           | 2:6, 6:7(4)       |
| Zwyciężczyni  | 1.  | 6 kwietnia 2014      | Monterrey                | Twarda          | Megan Moulton-Levy          | Tímea Babos Wolha Hawarcowa                | 7:6(5), 3:6, 11–9 |
| Finalistka    | 4.  | 12 kwietnia 2015     | Charleston               | Ceglana         | Casey Dellacqua             | Martina Hingis Sania Mirza                 | 0:6, 4:6          |
| Finalistka    | 5.  | 18 października 2015 | Tiencin                  | Twarda          | Nicole Melichar             | Xu Yifan Zheng Saisai                      | 2:6, 6:3, 8–10    |
| Zwyciężczyni  | 2.  | 20 lutego 2016       | Dubaj                    | Twarda          | Chuang Chia-jung            | Caroline Garcia Kristina Mladenovic        | 6:4, 6:4          |
| Zwyciężczyni  | 3.  | 25 czerwca 2016      | Eastbourne               | Trawiasta       | Anastasija Rodionowa        | Chan Hao-ching Chan Yung-jan               | 5:7, 7:6(4), 10–6 |
| Finalistka    | 6.  | 24 lipca 2016        | Stanford                 | Twarda          | Anastasija Rodionowa        | Raquel Atawo Abigail Spears                | 3:6, 4:6          |
| Finalistka    | 7.  | 5 lutego 2017        | Petersburg               | Twarda (hala)   | Xenia Knoll                 | Jeļena Ostapenko Alicja Rosolska           | 6:3, 2:6, 5–10    |
| Zwyciężczyni  | 4.  | 4 marca 2017         | Acapulco                 | Twarda          | Anastasija Rodionowa        | Verónica Cepede Royg Mariana Duque Mariño  | 6:3, 6:2          |
| Zwyciężczyni  | 5.  | 5 sierpnia 2018      | Waszyngton               | Twarda          | Han Xinyun                  | Alexa Guarachi Erin Routliffe              | 6:3, 6:2          |
| Finalistka    | 8.  | 16 września 2018     | Québec                   | Dywanowa (hala) | Xenia Knoll                 | Asia Muhammad Maria Sanchez                | 4:6, 3:6          |
| Finalistka    | 9.  | 19 października 2018 | Moskwa                   | Twarda (hala)   | Raluca Olaru                | Aleksandra Panowa Laura Siegemund          | 2:6, 6:7(2)       |
| Zwyciężczyni  | 6.  | 23 sierpnia 2019     | Nowy Jork                | Twarda          | María José Martínez Sánchez | Margarita Gasparian Monica Niculescu       | 7:5, 2:6, 10–7    |
| Finalistka    | 10. | 17 stycznia 2020     | Adelaide                 | Twarda          | Gabriela Dabrowski          | Nicole Melichar Xu Yifan                   | 6:2, 5:7, 5–10    |
| Zwyciężczyni  | 7.  | 13 marca 2021        | Dubaj                    | Twarda          | Alexa Guarachi              | Xu Yifan Yang Zhaoxuan                     | 6:0, 6:3          |
| Finalistka    | 11. | 22 maja 2021         | Parma                    | Ceglana         | Andreja Klepač              | Coco Gauff Catherine McNally               | 3:6, 2:6          |
| Zwyciężczyni  | 8.  | 26 czerwca 2021      | Bad Homburg vor der Höhe | Trawiasta       | Andreja Klepač              | Nadija Kiczenok Raluca Olaru               | 6:3, 6:1          |
| Zwyciężczyni  | 9.  | 8 sierpnia 2021      | San Jose                 | Twarda          | Andreja Klepač              | Gabriela Dabrowski Luisa Stefani           | 6:1, 7:5          |
| Finalistka    | 12. | 15 sierpnia 2021     | Montreal                 | Twarda          | Andreja Klepač              | Gabriela Dabrowski Luisa Stefani           | 3:6, 4:6          |
| Finalistka    | 13. | 9 stycznia 2022      | Adelaide                 | Twarda          | Andreja Klepač              | Ashleigh Barty Storm Sanders               | 1:6, 4:6          |

## Finały turniejów WTA 125K series

### Gra podwójna 1 (0–1)
| Końcowy wynik | Nr | Data             | Turniej | Nawierzchnia | Partnerka     | Przeciwniczki             | Wynik finału |
| ------------- | -- | ---------------- | ------- | ------------ | ------------- | ------------------------- | ------------ |
| Finalistka    | 1. | 13 września 2015 | Dalian  | Twarda       | Chan Chin-wei | Zhang Kailin Zheng Saisai | 3:6, 4:6     |

## Występy w Turnieju Mistrzyń

### W grze podwójnej
| Rok  | Rezultat     | Partnerka      | Przeciwniczki                                                                                | Wynik                                         |
| 2021 | Faza grupowa | Andreja Klepač | Shūko Aoyama Ena Shibahara Samantha Stosur Zhang Shuai Nicole Melichar-Martinez Demi Schuurs | 0:6, 4:6 6:7(10), 7:6(4), 10–5 4:6, 6:3, 2–10 |

## Finały turniejów ITF
| turnieje z pulą nagród 100 000 $ |
| turnieje z pulą nagród 85 000 $  |
| turnieje z pulą nagród 60 000 $  |
| turnieje z pulą nagród 25 000 $  |
| turnieje z pulą nagród 15 000 $  |
| turnieje z pulą nagród 10 000 $  |

### Gra pojedyncza 15 (8–7)
| Rezultat     |    | Data       | Turniej        | ($)    | Naw.            | Przeciwniczka     | Wynik            |
| Finalistka   | 1. | 28/04/2002 | Cavtat         | 10 000 | Ceglana         | Linda Smolenakova | 6:7(6), 3:6      |
| Finalistka   | 2. | 13/04/2003 | Cavtat         | 10 000 | Ceglana         | Monica Niculescu  | 4:6, 1:6         |
| Zwyciężczyni | 1. | 20/04/2003 | Dubrownik      | 10 000 | Ceglana         | Lucija Krzelj     | 6:4, 5:7, 6:3    |
| Finalistka   | 3. | 25/05/2003 | Biograd        | 10 000 | Ceglana         | Lucija Krzelj     | 4:6, 4:6         |
| Zwyciężczyni | 2. | 01/06/2003 | Zadar          | 10 000 | Ceglana         | Paulina Slitrova  | 2:6, 6:4, 6:4    |
| Zwyciężczyni | 3. | 29/06/2003 | Fontanafredda  | 25 000 | Ceglana         | Anna Földényi     | 7:6(2), 6:4      |
| Finalistka   | 4. | 17/08/2003 | Martina Franca | 25 000 | Ceglana         | Lina Stančiūtė    | 3:6, 1:6         |
| Zwyciężczyni | 4. | 24/04/2005 | Bari           | 25 000 | Ceglana         | Olga Vymetálková  | 6:3, 6:2         |
| Zwyciężczyni | 5. | 07/08/2005 | Bad Saulgau    | 10 000 | Ceglana         | Vanja Ćorović     | 6:1, 6:0         |
| Finalistka   | 5. | 11/02/2006 | Capriolo       | 25 000 | Dywanowa (hala) | Lucie Hradecká    | 1:6, 4:6         |
| Zwyciężczyni | 6. | 18/03/2006 | Rzym           | 10 000 | Ceglana         | Stefania Chieppa  | 3:6, 6:1, 7:6(5) |
| Zwyciężczyni | 7. | 26/03/2006 | Rzym           | 10 000 | Ceglana         | Belen Corbalan    | 7:5, 6:1         |
| Zwyciężczyni | 8. | 27/05/2007 | Wiedeń         | 10 000 | Ceglana         | Teliana Pereira   | 6:1, 1:6, 6:2    |
| Finalistka   | 6. | 10/05/2009 | Wiesbaden      | 10 000 | Ceglana         | Julia Babilon     | 1:6, 2:6         |
| Finalistka   | 7. | 16/08/2009 | Versmold       | 10 000 | Ceglana         | Sarah Gronert     | 3:6, 6:3, 6:7(5) |

## Występy w igrzyskach olimpijskich

### Gra podwójna
| Runda                                                                     | Partnerka   | Przeciwniczki                            | Wynik                                    |
| ------------------------------------------------------------------------- | ----------- | ---------------------------------------- | ---------------------------------------- |
|                                                                           |             |                                          |                                          |
| Letnie Igrzyska Olimpijskie w Tokio 2020, reprezentując państwo Chorwacja |             |                                          |                                          |
| I runda                                                                   | Donna Vekić | para wycofała się przed pierwszym meczem | para wycofała się przed pierwszym meczem |

### Gra mieszana
| Runda                                                                     | Partner    | Przeciwnicy                                                                | Wynik |
| ------------------------------------------------------------------------- | ---------- | -------------------------------------------------------------------------- | ----- |
|                                                                           |            |                                                                            |       |
| Letnie Igrzyska Olimpijskie w Tokio 2020, reprezentując państwo Chorwacja |            |                                                                            |       |
| I runda                                                                   | Ivan Dodig | Rosyjski Komitet Olimpijski: Anastasija Pawluczenkowa / Andriej Rublow [4] |       |